# Barrancas (estación)
Barrancas es una estación ferroviaria, perteneciente a la Línea 5 de la red del Metro de Santiago. Se encuentra de forma subterránea entre las estaciones Laguna Sur y Pudahuel en el cruce de las avenidas Teniente Cruz con General Bonilla, en el límite de Lo Prado y Pudahuel. Fue inaugurada el 3 de febrero de 2011, como parte de la extensión hacia Maipú de la misma línea.

## Historia
A fines del año 2005, el presidente Ricardo Lagos anunció la extensión de la Línea 5 del Metro hasta la comuna de Maipú, luego de años de proyectos no realizados. El trazado, sin embargo, sorprendió por no utilizar la ruta más evidente a lo largo de la Avenida Pajaritos desde las estaciones Pajaritos o Las Rejas de la Línea 1 y que hasta la fecha concentraban el flujo de pasajeros maipucinos que transbordaban a la red del Metro. 
El trazado diseñado correspondió a una extensión de la Línea 5 desde la estación Quinta Normal, cruzando las comunas de Quinta Normal, Lo Prado y Pudahuel a lo largo de la avenida San Pablo para luego girar al sur en avenida Teniente Luis Cruz Martínez y dirigerse hacia Maipú. Barrancas fue una de las estaciones diseñadas en la ruta hacia Maipú y su construcción comenzó a fines del año 2006.
Las obras mayores finalizaron a mediados del año 2010, tras la cual se iniciaron las labores de acondicionamiento de la estación. El 5 de octubre de 2010 entró el primer tren por las vías de la estación y en diciembre comenzó la marcha blanca del servicio. Finalmente, la estación fue inaugurada por el presidente Sebastián Piñera el 3 de febrero de 2011 en conjunto con las otras estaciones del tramo entre Barrancas y Plaza de Maipú.
El 18 de octubre de 2019 la estación sufrió un incendio que afectó la mesanina y la boletería, lo que originalmente impediría su funcionamiento normal hasta dentro de 1 a 2 meses, según lo informado por Metro de Santiago después de los disturbios. El 28 de julio de 2020 fue reabierta la estación.

## Origen etimológico

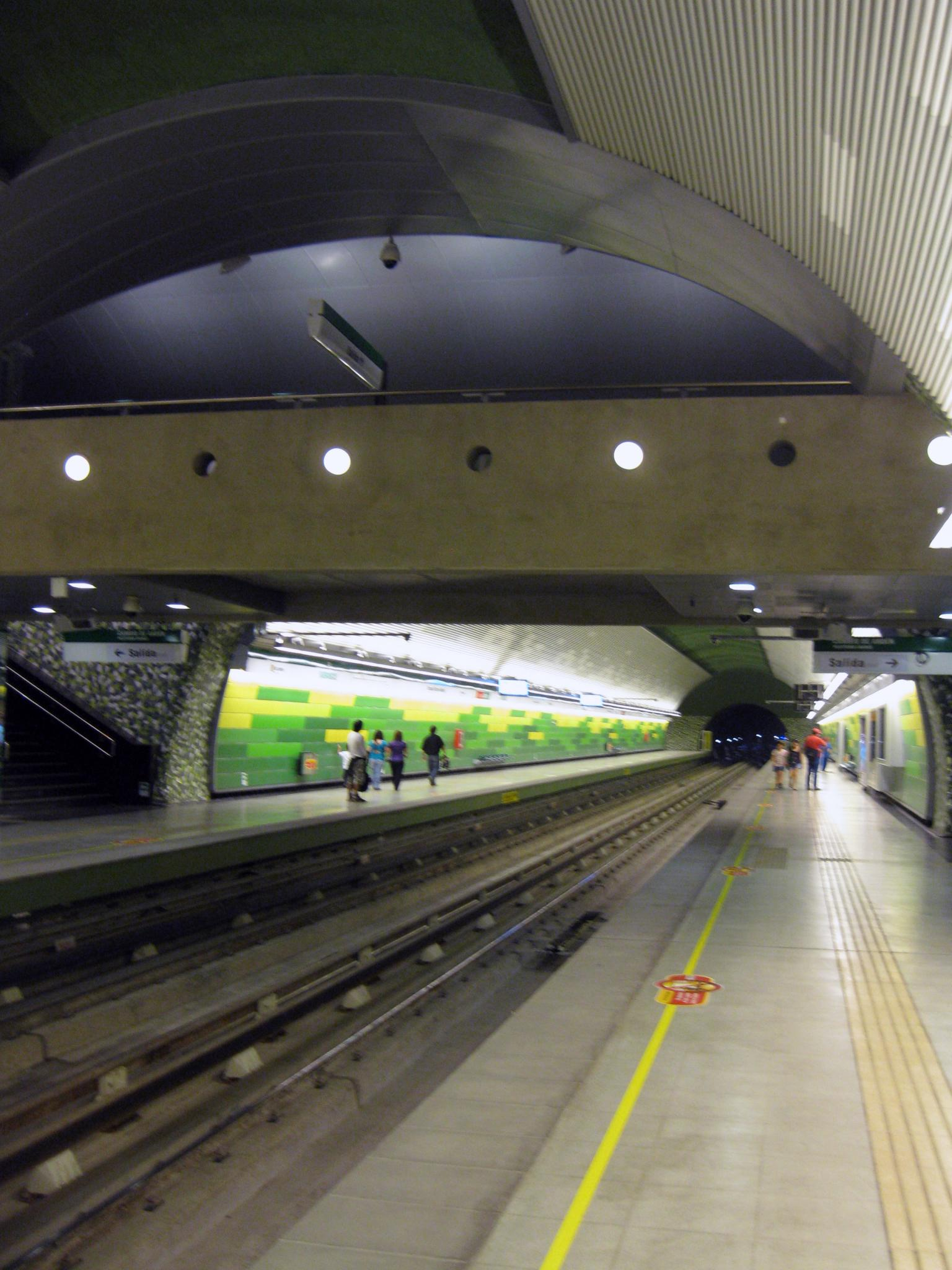
Vista interior de la estación.

El nombre de la estación hace referencia al antiguo sector de Barrancas y que durante gran parte del siglo XX conformó una comuna que abarcaba gran parte del sector poniente de Santiago de Chile. De esta comuna surgirían posteriormente las de Lo Prado, Cerro Navia y Quinta Normal, mientras que el corazón comunal adoptaría el nombre de Pudahuel.
Durante la planificación del trazado, la estación fue conocida con el nombre de General Bonilla debido a la ubicación de la estación junto a dicha vía. La avenida, denominada en honor al general del ejército chileno Óscar Bonilla, se encuentra paralela a la Ruta CH-68 que conecta Santiago con Valparaíso y Viña del Mar. Dicha autopista pasa sobre la línea subterránea del metro.

### Accesos
| Acceso | Intersección                                |
| ------ | ------------------------------------------- |
| A      | Av. General Óscar Bonilla con Teniente Cruz |

## Galería

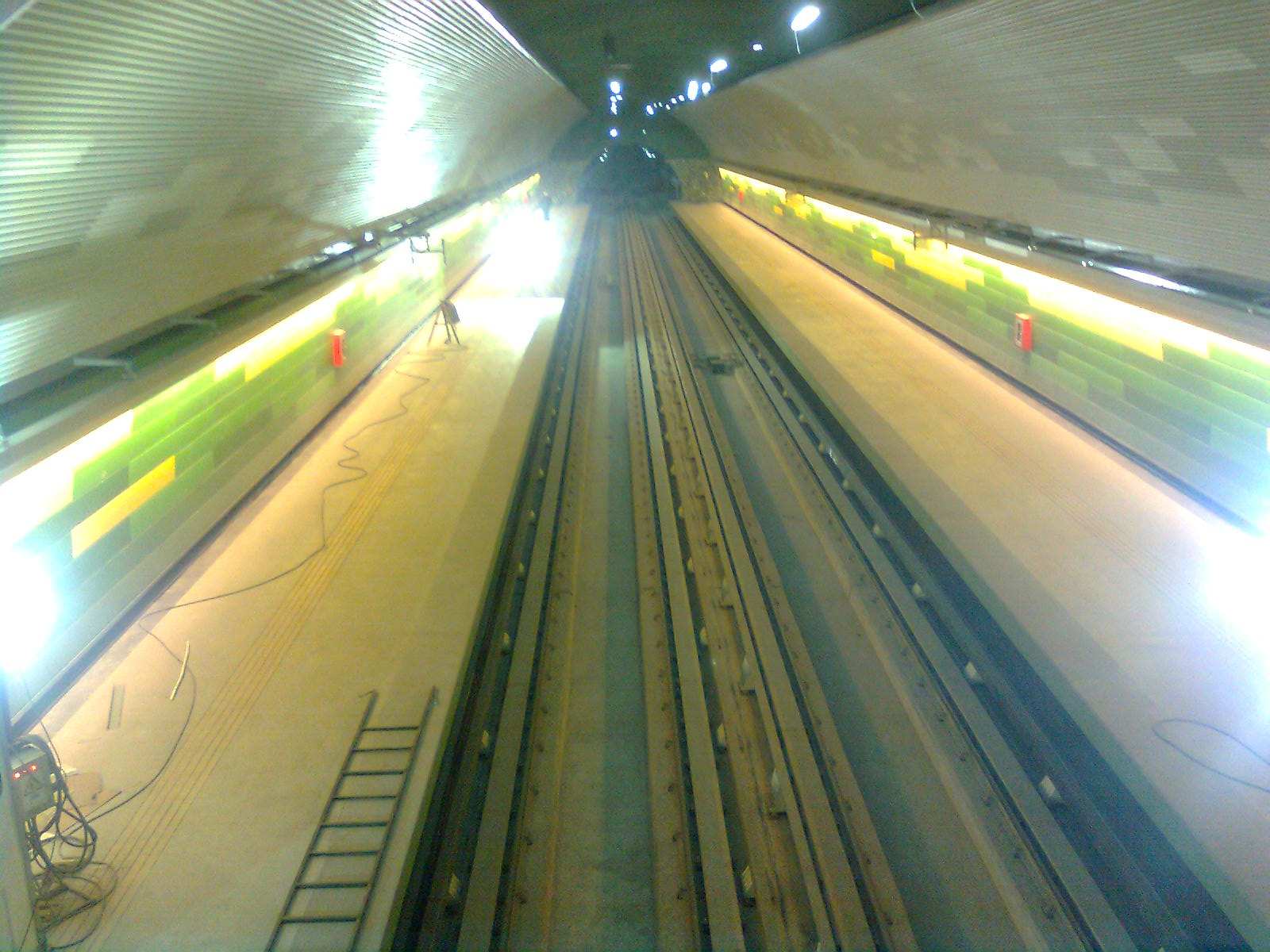
Andenes de la estación durante su construcción.
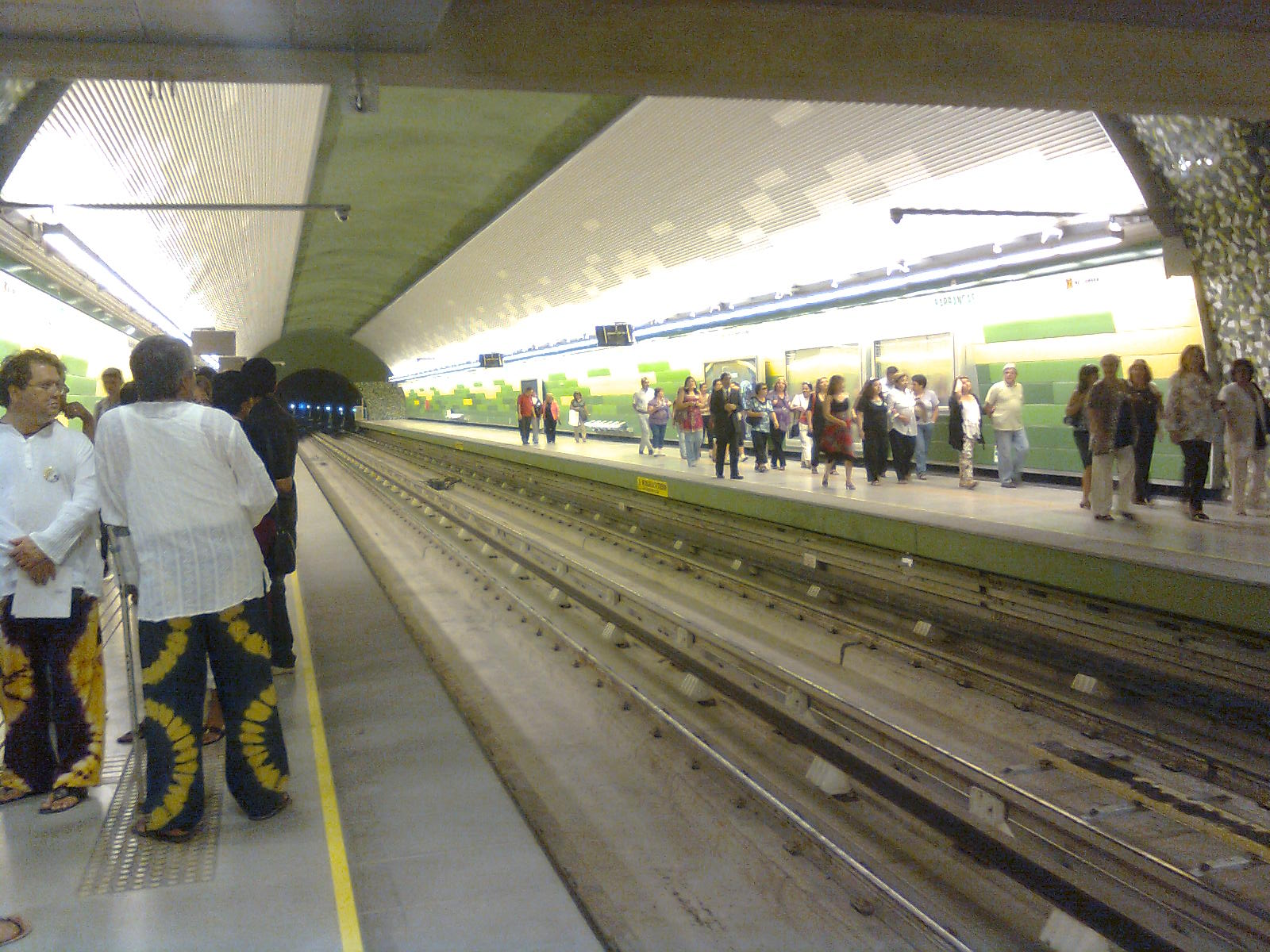
Andenes en 2011.
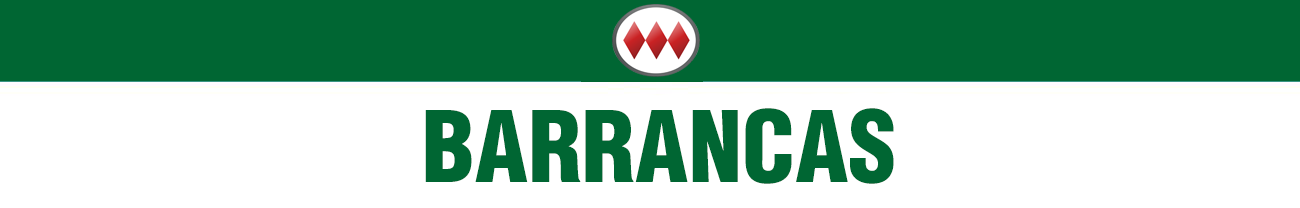
Cenefa utilizada actualmente en los andenes.

## Conexión con Red Metropolitana de Movilidad
La estación posee 6 paraderos de la Red Metropolitana de Movilidad en sus alrededores (sin la existencia del paradero 3 y 4), los cuales corresponden a:
| Paradero/ Código                    | Recorridos |
| ----------------------------------- | --- |
| Parada 1 / Metro Barrancas (PJ627)  | 110 (Maipú) - 110c (Pudahuel Sur) - 111 (Ciudad Satélite) - 510 (Pudahuel Sur) - 516 (Pudahuel Sur) - J01 (Pudahuel Sur) - J08 (Pudahuel Sur) - J19 (Pudahuel Sur)                                                              |
| Parada 2 / Metro Barrancas (PJ82)   | 110 (Renca) - 110c (Renca) - J01 (Metro Quinta Normal) |
| Parada 5 / Metro Barrancas (PI749)  | 111 (Metro Pajaritos) - 418 (Av. Tobalaba) - 510 (Río Claro) - 516 (Las Parcelas) - 555 (Metro Pajaritos) - J08 (Lo Franco) - J11 (Metro Pajaritos) - J12 (Metro Pajaritos) - J19 (Metro Quinta Normal) - J22 (Metro Pajaritos) |
| Parada 6 / Metro Barrancas (PI764)  | 418 (Enea) - 514 (Enea) - J17 (Puerto Santiago) |
| Parada 7 / Metro Barrancas (PJ1682) | 418 (Av. Tobalaba) - 514 (San Luis de Macul) - J17 (Metro Pajaritos) |